# 天主教南華中學
天主教南華中學（英語：Nam Wah Catholic Secondary School）為一所天主教香港教區屬下及政府津貼之天主教中英文男女中學，創校於1946年。校名本為南華中學，原址位於九龍何文田太平道及香港島堅道，1965年起遷往現址深水埗永明街5號至今。校訓及辦學宗旨為「立己立人」。

## 校政管理
歷任校監
- 1960年代；1983年至1984年：明鑑理 神父[1]
- 1978年至1983年：薛秉坤 先生
- 1984年至1994年：楊慶松 神父
- 1994年至1996年：江潤坤 神父
- 1996年至2000年：龔偉南 神父
- 2000年至2007年：陳德雄 神父
- 2007年至2010年：劉富根 神父
- 2010年至2012年：陳德雄 神父
- 2012年至2023年：葉定國 神父
- 2023年至今：蕭思銓 執事

歷任校長
- 1946年至1967年4月：陳燕翔 先生
- 1967年4月至8月：李靜如 女士（署理）
- 1967年至1983年：薛秉坤 先生[1]
- 1983年至1992年：李晉鏗 先生
- 1992年至2002年：毛秀英 女士
- 2002年至2004年：吳婉華 女士
- 2004年至2005年：莊紹文 先生
- 2005年至2009年：陳子良 先生
- 2009年至2013年：林超強 先生
- 2013年至2015年：楊學海 先生
- 2015年至2021年：李偉榮 先生
- 2021年至今：鄭淑美女士

## 學校歷史
陳燕翔於1946年創立南華中學。當時設立中學、小學兩部，全校僅有300餘人。校舍位於何文田太平道。天主教香港教區故主教恩理覺，撥出堅島天主教總堂前新廈作南華校舍。因此，學校於1948年秋遷校港島。由於學生數目大增，校方於是設高中、初中、小學、暨幼稚園各部。其中中學部分男生部及女生部。因創辦人陳燕翔於1967年4月23日過世。校監明鑑理神父乃命校務主任李靜如暫代校長職務，適逢港九騷動時期。此前於1965年，該校成為天主教香港教區中學之一員。1968年獲教育署批准，成為受資助學校。1975年9月，接受政府分期津貼。1978年成為一所完全政府資助中學。後來於1983年至1992年間，第三任校長李晉鏗把學校正名為「天主教南華中學」。同時因應時代，逐步結束中文部及增設文、理組預科班。而第四任校長毛秀英鑑於學校與家庭合作的重要，遂倡議於1995年1月成立「家長教師會」。
在2000年代，天主教南華中學陸續擴展校園設施，在2002年興建新翼教學大樓。2005年再有新翼教學大樓落成，中四級課室同年2月裝設互動電子白板。校方亦於同年7月成立校園電視台，2006年更新校園廣播系統達至全校各處，並取代傳統鐘聲，以西敏寺鐘聲音調來播放，易於辨別火警鐘。2006年12月，於香港堅道聖母無原罪主教座堂舉行六十週年校慶活動。

## 著名/傑出校友
- 李樂詩，MH：香港極地探險家[3]
- 鄧漢昇：香港田徑精英運動員、香港「欄王」[3]
- 黎振浩：香港田徑隊成員[3]
- 鄭麗莎：香港運動員
- 黎海榮：香港騎師
- 張志明：香港電視節目監製[4]
- 丁羽：香港資深男配音員及演員[5]
- 關沃暖：台灣政治人物（1965年中六）[6]
- 成龍，SBS，MBE：香港男藝人（小一、堅道舊校小學部）[7]
- 許嘉灝：前東區區議會議員（1958年小六）[8]
- 潘國濂，BBS，JP：前香港立法局及九龍城區議會議員、中華電力首位華人總經理（1961年中六[9]）[10]
- 黎小田：已故香港音樂製作人（1952年上午校、堅道舊校幼稚園部）[11]
- 廖偉雄：香港男藝人[12]
- 黃鉦傑：原稱「關梓傑」，涉及2018年深水埗撒錢案，2024年7月被國際刑警組織發出紅色通緝令。[13]

## 外部連結
- 天主教南華中學 （页面存档备份，存于）
- 教育局質素保證分部-「校外評核報告」2008年1月 (pdf檔案) （页面存档备份，存于）